# Anton Foerster
Anton Foerster (Förster) [antón fêrster], slovenski skladatelj in dirigent češkega rodu, * 20. december 1837, Osenice pri Jičínu, Avstro-Ogrska, † 17. junij 1926, Novo mesto, Kraljevina Srbov, Hrvatov in Slovencev.

## Življenje
Nižjo gimnazijo je končal v mestu Mladá Boleslav, višjo pa v Čeških Budejovicah v južni Češki. Tu se je razvil v pevca tenorista. Po maturi je krajši čas preživel v cistercijanskem samostanu Vyšší Brod, kjer se je posvečal glasbenemu študiju in kjer je ustvaril tudi prvo ohranjeno skladbo (samospev Isti žal). Od tam je odšel v Prago na pravno fakulteto in jo leta 1863 končal. Nato je dobil službo domačega učitelja. Na Češkem si je Foerster pridobil osnovno glasbeno znanje. Odločilen vpliv na njegov glasbeni razvoj je imel skladatelj Bedřich Smetana, pri katerem se je izpopolnjeval v kompoziciji in klavirski igri.
V letih od 1865 do 1867 je deloval v hrvaškem Senju kot mestni organist in ravnatelj stolnega kora. Začel je skladati maše v staroslovanskem, hrvaškem in latinskem jeziku in postavil zametke mestne godbe.
Po uspešnem delu v Senju je leta 1867 prišel v Ljubljano, kjer je sprva deloval kot kapelnik in klavirski spremljevalec pri Dramatičnem društvu, bil je pevovodja Narodne čitalnice, poleg tega je poučeval v Alojzijevišču, semenišču, višji gimnaziji in višji realki. Bil je regens chori in organist ljubljanske stolnice. Sodeloval je z Glasbeno matico in bil urednik prilog Cerkvenega glasbenika.
Znan in cenjen je bil tudi kot pedagog. V Ljubljani je ustanovil orglarsko šolo Cecilijinega društva, ki jo je vodil od leta 1877 do 1908 in vzgojil v njej veliko slovenskih organistov.
Med vojno se je leta 1917, star osemdeset let, preselil v Novo mesto, kjer je 1926. leta umrl. Pokopan je v Ljubljani.
Je stric skladatelja Josefa Bohuslava Foersterja.

## Delo
Deloval je na področju cerkvene glasbe v duhu cecilijanstva in tudi kot skladatelj posvetne glasbe, njegov glasbeni opus pa obsega še dela za orkester in skladbe za klavir. Foerster je eden naših najpomembnejših romantičnih skladateljev v drugi polovici 19. stoletja, še posebno zaradi še danes priljubljene komične opere Gorenjski slavček (1872) (sprva je bila opereta, ki pa jo je skladatelj predelal v opero 1895). Zložil je še opero Dom in rod (1920–1923), ki jo je v izvedbo ponudil ljubljanski operi, vendar vse do danes še ni bila uprizorjena. Uglasbil je kar nekaj pesmi slovenskih pesnikov, svojih sodobnikov (Gregorčič, Jenko, Stritar).
Napisal je tudi štiri pedagoške priročnike (npr. Teoretično-praktična pevska šola …).